# Metarhombognathus
Metarhombognathus är ett släkte av spindeldjur som beskrevs av Newell 1947. Metarhombognathus ingår i familjen Halacaridae.
Släktet innehåller bara arten Metarhombognathus armatus.